# Depenalizzazione dell'omosessualità per stato e anno
In data 21 giugno 2024 l'omosessualità rimane reato ufficialmente in circa 62 paesi del mondo; 63 se si considera un paese che condanna de facto l'omosessualità anche se in assenza di leggi specifiche, ovvero l'Egitto. 66 considerando anche i paesi in cui l'omosessualità è reato solo in parte del territorio (Aceh in Indonesia, Gaza e Cecenia). L'ultimo paese in cui è stata abrogata la legge sulla sodomia è la Namibia in data 21 giugno 2024
Nel 2001 i paesi che avevano leggi contro l'omosessualità erano circa 95. Nel 2006 erano 92.
Attualmente 7 di loro prevedono la pena di morte per omosessualità in tutto il loro territorio: Arabia Saudita, Iran, Emirati Arabi Uniti, Afghanistan, Somalia, Mauritania e Yemen. Esistono, inoltre, altri paesi in cui la pena di morte nei confronti delle persone che hanno avuto rapporti omosessuali viene esercitata solo in alcune regioni specifiche, ovvero in alcune zone dell'Iraq e in certi stati a maggioranza musulmana della Nigeria settentrionale.
Il Qatar prevede la pena di morte per omosessualità solo per i musulmani, mentre nei Territori Palestinesi, nella striscia di Gaza, anche se de iure la pena massima è di 10 anni di reclusione, de facto viene applicata la pena di morte. Inoltre, fino al 15 luglio 2020, la pena di morte per omosessualità è stata in vigore in Sudan.
Nel maggio 2019 il Brunei ha posto una moratoria per sospendere temporaneamente la pena di morte per lapidazione dopo un mese dall'approvazione della stessa, a seguito di proteste internazionali 
Gli stati che stanno, attualmente, facendo degli sforzi per eliminare il reato di omosessualità sono: Libano, Tunisia, Sri Lanka e Guyana.
Nel mese di settembre 2022 il Presidente dello Sri Lanka ha affermato che il suo Governo non si opporrà al progetto di legge volto a depenalizzare il reato di sodomia.
Il 26 gennaio 2014, con la depenalizzazione del reato di omosessualità in Cipro del Nord, l'Europa è diventato il primo continente al mondo a non avere più alcun paese provvisto di leggi contro l'omosessualità.
Di seguito viene riportata una tabella degli stati in cui l'omosessualità è legale (con seguente data di depenalizzazione) e quelli in cui è perseguita per legge (con conseguenti ammende e conseguenze).
| Paese                            | Continente | Status                             | Data di legalizzazione                                                                            | Pena massima/altro (note) |
| -------------------------------- | ---------- | ---------------------------------- | ------------------------------------------------------------------------------------------------- | --- |
| Afghanistan                      | Asia       | Illegale maschile Legale femminile |                                                                                                   | Nonostante nel codice penale del 1976 (ripristinato nel 2004 e sospeso dal 2021) non venga citata l'omosessualità come reato perseguibile penalmente, nel Paese, sotto il dominio talebano, è prevista la pena di morte, in quanto sono quest'ultimi a governare il Paese (emirato dal 2021) e non la legislazione nazionale. Per maggiori informazioni vedere: Diritti Lgbt in Afghanistan |
| Albania                          | Europa     | Legale                             | 20 gennaio 1995                                                                                   | Leggi contro omofobia: 2010. Per maggiori informazioni vedere Diritti Lgbt in Albania |
| Algeria                          | Africa     | Illegale                           |                                                                                                   | Illegale dal 1962, pena da 6 mesi a 3 anni di carcere o multa da 1000 a 10.000 dinari algerini. Durante le ultime proteste nel paese, si sta dando voce ai diritti LGBT. Per maggiori informazioni vedere: Diritti Lgbt in Algeria |
| Andorra                          | Europa     | Legale                             | 1791                                                                                              | Vennero abolite le leggi contro la sodomia quando divenne parte della Francia nel 1791. Per maggiori informazioni vedere: Diritti LGBT a Andorra |
| Angola                           | Africa     | Legale                             | 24 gennaio 2019                                                                                   | La legge è tuttavia entrata ufficialmente in vigore nel 2021 |
| Antigua e Barbuda                | America    | Legale                             | 6 luglio 2022                                                                                     | L'Alta Corte di Giustizia di Antigua e Barbuda ha dichiarato incostituzionali le leggi che criminalizzavano l’omosessualità. La sentenza ha valore immediato. |
| Arabia Saudita                   | Asia       | Illegale                           |                                                                                                   | Detenzione, frustate o pena di morte (secondo Liwat Sodomia del 1928). Per maggiori informazioni vedere: Diritti LGBT in Arabia Saudita |
| Argentina                        | America    | Legale                             | 1877                                                                                              | Per maggiori informazioni vedere:Diritti LGBT in Argentina |
| Armenia                          | Asia       | Legale                             | 18 aprile 2003                                                                                    | Il 9 gennaio 2003 l'Assemblea Nazionale ha abrogato l’articolo 116 del codice penale che puniva il sesso tra uomini con pene fino a cinque anni di prigione. Il nuovo codice penale è però entrato in vigore ad aprile. Per maggiori informazioni vedere: Diritti LGBT in Armenia |
| Australia                        | Oceania    | Legale                             | A partire dagli anni '70, in ultimo la Tasmania nel 1997                                          | Nel Territorio della Capitale Australiana gli articoli contro l'omosessualità vennero abrogati nel 1976, Australia Meridionale nel 1972, Australia Occidentale nel 1989, Nuovo Galles del Sud e Isola norfolk nel 1984, Queensland nel 1982, Territorio del Nord 1983, Victoria 1980 |
| Austria                          | Europa     | Legale                             | 10 luglio 1971                                                                                    | Unioni civili: 2010, matrimonio omosessuale: 2019 |
| Azerbaigian                      | Asia       | Legale                             | 1 settembre 2000                                                                                  | Il 30 dicembre 1999 venne annunciato che nel nuovo codice penale, approvato in seguito nel maggio 2000, il reato di omosessualità sarebbe stato rimosso. Tale codice è entrato in vigore il 1º settembre successivo. |
| Bahamas                          | America    | Legale                             | 16 maggio 1991                                                                                    | |
| Bahrein                          | Asia       | Legale                             | 20 marzo 1976                                                                                     | La legge tuttavia stabilisce che le relazioni omosessuali siano legali a partire dai 21 anni di età. |
| Bangladesh                       | Asia       | Illegale                           |                                                                                                   | Fino a dieci anni di carcere |
| Barbados                         | America    | Legale                             | 14 dicembre 2022                                                                                  | Proposta l'istituzione delle unioni civili. Secondo un sondaggio del 2016 il 67% degli intervistati si riteneva tollerante nei confronti degli omosessuali e l'82% si opponeva alle leggi contro la sodomia. Vi sono leggi contro l'omofobia dal 2020 |
| Belgio                           | Europa     | Legale                             | 1795                                                                                              | Dopo il 1795, è stata illegale solamente dal 1940 al 3 settembre 1944, durante l'occupazione nazista. L'articolo 175 tedesco venne abrogato il giorno dopo la liberazione del Belgio. |
| Belize                           | America    | Legale                             | 12 agosto 2016                                                                                    | |
| Benin                            | Africa     | Legale                             | 2009                                                                                              | |
| Bhutan                           | Asia       | Legale                             | 14 marzo 2021                                                                                     | |
| Bielorussia                      | Europa     | Legale                             | 1 marzo 1994                                                                                      | |
| Birmania                         | Asia       | Illegale                           |                                                                                                   | Fino a 10 anni di carcere |
| Bolivia                          | America    | Legale                             | 1832                                                                                              | |
| Bosnia ed Erzegovina             | Europa     | Legale                             | Dal 1996 nella Federazione della Bosnia-Erzegovina e dal 1998 a livello nazionale                 | |
| Botswana                         | Africa     | Legale                             | 11 giugno 2019                                                                                    | |
| Brasile                          | America    | Legale                             | 1830                                                                                              | |
| Brunei                           | Asia       | Illegale                           |                                                                                                   | Fino a 10 anni di carcere |
| Bulgaria                         | Europa     | Legale                             | 1 maggio 1968                                                                                     | Al 2022 la Bulgaria è uno degli ultimi 6 paesi appartenenti all'Unione Europea a non avere alcuna legge sulle unioni civili o sulle coppie di fatto assieme a Polonia, Romania, Lettonia, Lituania e Slovacchia. |
| Burkina Faso                     | Africa     | Legale                             | da sempre legale                                                                                  | |
| Burundi                          | Africa     | Illegale                           |                                                                                                   | Fino a 2 anni di carcere |
| Cambogia                         | Asia       | Legale                             |                                                                                                   | |
| Camerun                          | Africa     | Illegale                           |                                                                                                   | Fino a 5 anni |
| Canada                           | America    | Legale                             | 27 giugno 1969                                                                                    | |
| Capo Verde                       | Africa     | Legale                             | 1 marzo 2004                                                                                      | |
| Ciad                             | Africa     | Illegale                           |                                                                                                   | Fino a 2 anni. Illegale dal 2017 |
| Cile                             | America    | Legale                             | 12 luglio 1999                                                                                    | |
| Cina                             | Asia       | Legale                             | 1997                                                                                              | |
| Cipro                            | Europa     | Legale                             | 21 maggio 1998                                                                                    | |
| Cipro del Nord                   | Europa     | Legale                             | 26 gennaio 2014                                                                                   | Ultimo territorio europeo ad aver abrogato delle leggi contro la sodomia |
| Colombia                         | America    | Legale                             | 24 giugno 2000                                                                                    | Con l'attuazione del nuovo codice civile. |
| Comore                           | Africa     | Illegale                           |                                                                                                   | Fino a 5 anni di carcere |
| Corea del Nord                   | Asia       | Legale                             | 1948                                                                                              | Viene citata la data 1948 per indicare la nascita della Corea del Nord; anche se l'omosessualità non è mai stata punibile anche prima. La situazione degli omosessuali nel Paese è abbastanza ambigua, e non definita. |
| Corea del Sud                    | Asia       | Legale                             | non specifica. Nell'esercito è punita fino a due anni di reclusione.                              | |
| Costa d'Avorio                   | Africa     | Legale                             | da sempre legale                                                                                  | |
| Costa Rica                       | America    | Legale                             | 1971                                                                                              | |
| Croazia                          | Europa     | Legale                             | 1977                                                                                              | |
| Cuba                             | America    | Legale                             | 1979                                                                                              | Tuttavia è solo dal 1997 che il codice penale non punisce più alcun atto sessuale |
| Danimarca                        | Europa     | Legale                             | 1933                                                                                              | Primo paese della Scandinavia ad abrogare le leggi contro l'omosessualità e primo al mondo ad approvare una legge sulle unioni civili (1989) |
| Dominica                         | America    | Legale                             | 23 aprile 2024                                                                                    | |
| Ecuador                          | America    | Legale                             | 27 novembre 1997                                                                                  | |
| Egitto                           | Africa     | Illegale de facto                  |                                                                                                   | Illegale de facto, con pene fino a 17 anni. I comportamenti sessuali tra persone dello stesso sesso non sono ufficialmente menzionati nelle leggi egiziane, ma gli omosessuali possono essere condannati per depravazione. Una proposta di legge dell'ottobre 2017 (non approvata) proponeva di rendere l'omosessualità ufficialmente reato con pene fino a 15 anni di reclusione per reati multipli.                                                                                              |
| El Salvador                      | America    | Legale                             | 1822                                                                                              | |
| Emirati Arabi Uniti              | Asia       | Illegale                           |                                                                                                   | 15 anni, ma può essere stabilita anche la pena di morte. |
| Eritrea                          | Africa     | Illegale                           |                                                                                                   | Fino a 7 anni di carcere |
| Estonia                          | Europa     | Legale                             | 7 maggio 1992                                                                                     | Primo paese dell'ex Unione Sovietica ad approvare le unioni civili (2016) |
| Etiopia                          | Africa     | Illegale                           |                                                                                                   | Fino a 5 anni di carcere. |
| Figi                             | Oceania    | Legale                             | 1 febbraio 2010                                                                                   | |
| Filippine                        | Asia       | Legale                             | non precisa                                                                                       | solo nella città islamica di Marawi è illegale dal 2004 |
| Finlandia                        | Europa     | Legale                             | 1971                                                                                              | |
| Francia                          | Europa     | Legale                             | 1 ottobre 1791                                                                                    | Dopo la Rivoluzione Francese, nel nuovo Codice Penale, l'omosessualità venne rimossa dai reati. PACS (1999) e matrimonio omosessuale (2013). |
| Gabon                            | Africa     | Legale                             | 7 luglio 2020                                                                                     | Nel luglio 2020 il Presidente ha firmato il disegno di legge che abrogava le leggi contro la sodomia. Fu in precedenza illegale dal 2019 al 2020. |
| Gambia                           | Africa     | Illegale                           |                                                                                                   | Illegale, carcere a vita |
| Georgia                          | Asia       | Legale                             | 24 giugno 2000                                                                                    | |
| Germania                         | Europa     | Legale                             | 1968 in Germania Est, 1969 in Germania Ovest                                                      | 1994 depenalizzata a livello nazionale |
| Ghana                            | Africa     | Illegale                           |                                                                                                   | L'articolo 105, Capitolo 6 del Codice Criminale del 1960 stabilisce che Chiunque sia colpevole di una conoscenza carnale innaturale (a) con una persona priva di consenso, è colpevole di un crimine di primo grado, (b) con una persona consenziente, o con un animale, è colpevole di un'infrazione |
| Giamaica                         | America    | Illegale                           |                                                                                                   | Illegale l'omosessualità maschile fino a 10 anni di carcere. Chiesta la depenalizzazione |
| Giappone                         | Asia       | Legale                             | 1880                                                                                              | Illegale soltanto dal 1872 al 1880 |
| Gibuti                           | Africa     | Legale                             | da sempre legale                                                                                  | |
| Giordania                        | Asia       | Legale                             | 1951                                                                                              | |
| Grecia                           | Europa     | Legale                             | 1951                                                                                              | |
| Grenada                          | America    | Illegale                           |                                                                                                   | illegale maschile, che prevede 10 anni di carcere |
| Guatemala                        | America    | Legale                             | 1871                                                                                              | |
| Guinea                           | Africa     | Illegale                           |                                                                                                   | Illegale maschile, che prevede 10 anni di carcere |
| Guinea Equatoriale               | Africa     | Legale                             | 12 ottobre 1968                                                                                   | Dalla sua indipendenza dalla Spagna, la Guinea Equatoriale non hai mai criminalizzato l'omosessualità |
| Guinea-Bissau                    | Africa     | Legale                             | 23 aprile 1993                                                                                    | |
| Guyana                           | America    | Illegale                           |                                                                                                   | Illegale fino a 10 anni di carcere, in corso la decriminalizzazione. È l'ultimo stato dell'America Latina ad avere leggi contro l'omosessualità |
| Haiti                            | America    | Legale                             | 1804                                                                                              | Non è mai stata illegale, già dal 1791 con l'invasione francese, l'omosessualità non venne mai condannata. Dal 1804, con la sua indipendenza, il codice penale haitiano non ha mai condannato l'omosessualità. La Costituzione del 1987 garantisce libertà per tutti |
| Honduras                         | America    | Legale                             | 1899                                                                                              | |
| India                            | Asia       | Legale                             | 6 settembre 2018                                                                                  | Era legale precedentemente dal 2 luglio 2009 all'11 dicembre 2013. |
| Indonesia                        | Asia       | Illegale in parte del territorio   |                                                                                                   | Illegale nella provincia di Aceh |
| Iran                             | Asia       | Illegale                           |                                                                                                   | Illegale, dal 1979 in determinati casi può comportare la pena di morte, come accadde durante la dinastia Qajar (1914). |
| Iraq                             | Asia       | Illegale                           |                                                                                                   | 14 anni di prigione |
| Irlanda                          | Europa     | Legale                             | 24 giugno 1993                                                                                    | |
| Islanda                          | Europa     | Legale                             | 12 agosto 1940                                                                                    | |
| Isole Cook                       | Oceania    | Legale                             | 1 giugno 2023                                                                                     | |
| Isole Marshall                   | Oceania    | Legale                             | 2005                                                                                              | |
| Isole Salomone                   | Oceania    | Illegale                           |                                                                                                   | 14 anni di prigione |
| Israele                          | Asia       | Legale                             | 23 marzo 1988                                                                                     | |
| Italia                           | Europa     | Legale                             | 1 gennaio 1890                                                                                    | Durante il periodo fascista gli omosessuali vennero condannati al confino. Due proposte di legge del 1960 e 1964 intenzionate a rendere illegale l'omosessualità fallirono. Dal 1982 è legale il cambio di sesso e dal 2016 sono in vigore le unioni civili. |
| Kazakistan                       | Asia       | Legale                             | 16 luglio 1997                                                                                    | |
| Kenya                            | Africa     | Illegale                           |                                                                                                   | 14 anni di reclusione |
| Kirghizistan                     | Asia       | Legale                             | 1 ottobre 1997                                                                                    | |
| Kiribati                         | Oceania    | Illegale                           |                                                                                                   | 14 anni di prigione (1977) |
| Kosovo                           | Europa     | Legale                             | 1994                                                                                              | primo paese a maggioranza musulmana ad approvare una legge contro l'omofobia (2004) |
| Kuwait                           | Asia       | Illegale                           |                                                                                                   | 10 anni di carcere. Il 16 febbraio 2022 è stato abrogato l'articolo che condannava al carcere e coloro che avessero assunto un'identità non conforme al genere anagrafico |
| Laos                             | Asia       | Legale                             | 1990 (con il nuovo codice penale)                                                                 | La prostituzione omosessuale è punita |
| Lesotho                          | Africa     | Legale                             | 9 marzo 2012                                                                                      | |
| Lettonia                         | Europa     | Legale                             | 1992                                                                                              | Al 2022 la Lettonia è uno degli ultimi 6 paesi appartenenti all'Unione Europea a non avere alcuna legge sulle unioni civili o sulle coppie di fatto assieme a Polonia, Romania, Lituania, Bulgaria e Slovacchia. |
| Libano                           | Asia       | Illegale                           |                                                                                                   | illegale, con una pena fino ad un anno di reclusione. Nonostante sia reato, negli anni, diversi giudici si sono opposti a condannare per omosessualità gli imputati, e si sta richiedendo, da parecchi anni, l'abrogazione del reato. Nel 2013 il Libano è diventato il primo paese del mondo arabo a rimuovere l'omosessualità dall'elenco delle malattie mentali. Nel 2018 una Corte ha stabiito che essere omosessuali non dovrebbe mai costituire reato.                                       |
| Liberia                          | Africa     | Illegale                           |                                                                                                   | ammenda |
| Libia                            | Africa     | Illegale                           |                                                                                                   | illegale, con pene fino a 5 anni di prigione |
| Liechtenstein                    | Europa     | Legale                             | 1989                                                                                              | |
| Lituania                         | Europa     | Legale                             | giugno 1993                                                                                       | Al 2022 la Lituania è uno degli ultimi 6 paesi appartenenti all'Unione Europea a non avere alcuna legge sulle unioni civili o sulle coppie di fatto assieme a Polonia, Romania, Lettonia, Bulgaria e Slovacchia. |
| Lussemburgo                      | Europa     | Legale                             | 1794                                                                                              | |
| Macedonia del Nord               | Europa     | Legale                             | 1 marzo 1996                                                                                      | |
| Madagascar                       | Africa     | Legale                             | 1972                                                                                              | |
| Malawi                           | Africa     | Illegale                           |                                                                                                   | 14 anni di carcere |
| Maldive                          | Asia       | Illegale                           |                                                                                                   | La pena potrebbe anche essere quella di morte |
| Malesia                          | Asia       | Illegale                           |                                                                                                   | Illegale con pene fino a 20 anni di carcere |
| Mali                             | Africa     | Illegale                           |                                                                                                   | Illegale dal 2024, con pene fino a 7 anni di prigione |
| Malta                            | Europa     | Legale                             | 29 gennaio 1973                                                                                   | |
| Marocco                          | Africa     | Illegale                           |                                                                                                   | Illegale dal 1956 con pene fino a 3 anni di carcere |
| Mauritania                       | Africa     | Illegale                           |                                                                                                   | Illegale, potrebbe sopraggiungere la pena di morte |
| Mauritius                        | Africa     | Legale                             | 4 ottobre 2023                                                                                    | Dal 2008 è vietata la discriminazione contro gli omosessuali. |
| Messico                          | America    | Legale                             | 1871                                                                                              | |
| Micronesia                       | Oceania    | Legale                             | legale                                                                                            | |
| Moldavia                         | Europa     | Legale                             | giugno 1995                                                                                       | Legge contro l'omofobia: 2013 |
| Monaco                           | Europa     | Legale                             | 1793                                                                                              | Sin da quando faceva parte della Francia (già dal 1791) |
| Mongolia                         | Asia       | Legale                             | 1993                                                                                              | Il 10 gennaio 2002 vennero abrogate le ultime leggi omofobe, ufficialmente dal 1 settembre 2002 con l'entrata in vigore del nuovo codice penale |
| Montenegro                       | Europa     | Legale                             | 1977                                                                                              | |
| Namibia                          | Africa     | Legale                             | 21 giugno 2024                                                                                    | |
| Mozambico                        | Africa     | Legale                             | 30 giugno 2015                                                                                    | |
| Nauru                            | Oceania    | Legale                             | 30 maggio 2016                                                                                    | |
| Nepal                            | Asia       | Legale                             | 21 dicembre 2007                                                                                  | |
| Nicaragua                        | America    | Legale                             | 1 marzo 2008                                                                                      | |
| Niger                            | Africa     | Legale                             | legale                                                                                            | |
| Nigeria                          | Africa     | Illegale                           |                                                                                                   | Illegale 14 anni di carcere, chiesta la parziale decriminalizzazione. Nella zona islamica è prevista la pena di morte. Nella zona cristiana è prevista la carcerazione. |
| Niue                             | Oceania    | Legale                             | 2024                                                                                              | |
| Norvegia                         | Europa     | Legale                             | 1 marzo 1972                                                                                      | Primo paese al mondo ad approvare una legge contro l'omofobia (30 ottobre 1981) |
| Nuova Zelanda                    | Oceania    | Legale                             | Agosto 1986                                                                                       | L'11 luglio 1986 l'Homosexual Law Reform Act 1986 invalidò le leggi omofobe neozelandesi |
| Oman                             | Asia       | Illegale                           |                                                                                                   | Illegale, con pene fino a 3 anni di carcere |
| Paesi Bassi                      | Europa     | Legale                             | 1811                                                                                              | Primo paese al mondo a legalizzare il matrimonio egualitario (2001). Alcuni diritti fondamentali vennero riconosciuti comunque già dal 1979. Dopo il 1811, è stata illegale solamente dal 15 maggio 1940 al 5 maggio 1945 durante l'occupazione nazista; dopo che finì l'occupazione tedesca il Paragrafo 175 venne abrogato immediatamente nei Paesi Bassi. |
| Pakistan                         | Asia       | Illegale                           |                                                                                                   | Nonostante la legge punisca fino a 10 anni gli omosessuali, alcune zone potrebbe sopraggiungere la pena di morte, a causa delle tradizioni tribali. |
| Palau                            | Oceania    | Legale                             | 23 luglio 2014                                                                                    | |
| Palestina                        | Asia       | Illegale                           |                                                                                                   | In Cisgiordania non vi sono leggi contro l'omosessualità. A Gaza secondo la legge la pena massima è di 10 anni di reclusione, anche se de facto è punibile con la pena di morte. |
| Panamá                           | America    | Legale                             | 18 maggio 2007                                                                                    | |
| Papua Nuova Guinea               | Oceania    | Illegale                           |                                                                                                   | illegale omosessualità maschile punibile fino a 14 anni di reclusione |
| Paraguay                         | America    | Legale                             | 1880                                                                                              | |
| Perù                             | America    | Legale                             | 1924                                                                                              | |
| Polonia                          | Europa     | Legale                             | 11 luglio 1932                                                                                    | La Polonia, poco dopo la sua nascita, ha rimosso l'omosessualità dai reati punibili nel suo codice penale. La prostituzione omosessuale polacca è stata però punibile fino al 1969. Al 2022 la Polonia è uno degli ultimi 6 paesi appartenenti all'Unione Europea a non avere alcuna legge sulle unioni civili o sulle coppie di fatto assieme a Romania, Bulgaria, Lettonia, Lituania e Slovacchia.                                                                                               |
| Portogallo                       | Europa     | Legale                             | 23 settembre 1982                                                                                 | |
| Qatar                            | Asia       | Illegale                           |                                                                                                   | 7 anni di reclusione per l'omosessualità maschile/per i musulmani è prevista la pena di morte (anche se non vi sono segnalazioni). |
| Regno Unito                      | Europa     | Legale                             | 27 luglio 1967 in Inghilterra e Galles, 1981 in Scozia e dall'8 dicembre 1982 in Irlanda del Nord | Sodomia punibile tramite pena di morte dal 1533 al 1548 e dal 1563 al 1861. Dal 24 maggio 1988 al 18 novembre 2003 è stata in vigore una legge contro la propaganda omosessuale, voluta dal primo ministro dell'epoca Margaret Thatcher, la quale votò positivamente all'abrogazione del reato di sodomia nel 1967. Dall'8 gennaio 2001 l'età del consenso è uguale in tutto il Regno. |
| Repubblica Ceca                  | Europa     | Legale                             | 1 gennaio 1962                                                                                    | |
| Repubblica Centroafricana        | Africa     | Legale                             | 1960 (Con l'indipendenza della Nazione)                                                           | |
| Repubblica del Congo             | Africa     | Legale                             | 1960 (con l'Indipendenza della Nazione)                                                           | |
| Repubblica Democratica del Congo | Africa     | Legale                             | 30 gennaio 1940                                                                                   | |
| Repubblica Dominicana            | America    | Legale                             | 24 gennaio 2007                                                                                   | |
| Romania                          | Europa     | Legale                             | 26 giugno 2001                                                                                    | Il 25 settembre 1996 l'articolo che puniva l'omosessualità nel Paese venne modificato rendendo illegale solo l'omosessualità come fonte di scandalo pubblico. Il 26 giugno 2001 il reato venne abrogato completamente. Nel 2000 e 2005 il Governo ha approvato delle leggi contro l'omofobia. Al 2022 è uno degli ultimi 6 paesi appartenenti all'Unione Europea a non avere alcuna legge sulle unioni civili o sulle coppie di fatto assieme a Polonia, Bulgaria, Lettonia, Lituania e Slovacchia |
| Ruanda                           | Africa     | Legale                             | da sempre legale                                                                                  | Il 16 dicembre 2009 ha fallito una proposta di legge per rendere l'omosessualità illegale |
| Russia                           | Europa     | Legale                             | 27 maggio 1993                                                                                    | Dal 25 giugno 2013 è in vigore la legge contro la propaganda omosessuale, che punisce la "propaganda dei rapporti sessuali non tradizionali" tra i minori fino a 15 giorni di reclusione per poi essere espulsi o multati fino a 5 000 rubli e deportati, ma l'omosessualità in sé non è punibile. Di fatto illegale in Cecenia |
| Saint Kitts e Nevis              | America    | Legale                             | 29 agosto 2022                                                                                    | |
| Saint Vincent e Grenadine        | America    | Illegale                           |                                                                                                   | illegale con pene fino a 10 anni di carcere |
| Samoa                            | Oceania    | Illegale                           |                                                                                                   | omosessualità maschile illegale 7 anni di reclusione |
| San Marino                       | Europa     | Legale                             | 23 settembre 2004                                                                                 | |
| Santa Lucia                      | America    | Illegale                           |                                                                                                   | illegale solo per gli uomini, con pene fino a 10 anni |
| São Tomé e Príncipe              | Africa     | Legale                             | 17 febbraio 2011                                                                                  | |
| Senegal                          | Africa     | Illegale                           |                                                                                                   | illegale con pene da 1 mese a 5 anni di prigione |
| Serbia                           | Europa     | Legale                             | 14 luglio 1994                                                                                    | In contemporanea con il Kosovo |
| Seychelles                       | Africa     | Legale                             | 19 maggio 2016                                                                                    | |
| Sierra Leone                     | Africa     | Illegale                           |                                                                                                   | ergastolo per l'omosessualità maschile |
| Singapore                        | Asia       | Legale                             | 29 novembre 2022                                                                                  | |
| Siria                            | Asia       | Illegale                           |                                                                                                   | illegale. Sotto il califfato dell'Isis è stata punita con la pena di morte. |
| Slovacchia                       | Europa     | Legale                             | 1961                                                                                              | Legalizzata già nella ex Cecoslovacchia. Al 2022 la Slovacchia è uno degli ultimi 6 paesi appartenenti all'Unione Europea a non avere alcuna legge sulle unioni civili o sulle coppie di fatto assieme a Polonia, Bulgaria, Lettonia, Lituania e Romania |
| Slovenia                         | Europa     | Legale                             | 1 gennaio 1977                                                                                    | |
| Somalia                          | Africa     | Illegale                           |                                                                                                   | illegale con pena che potrebbe comportare l'esecuzione |
| Spagna                           | Europa     | Legale                             | 26 dicembre 1978                                                                                  | |
| Sri Lanka                        | Asia       | Illegale                           |                                                                                                   | Illegale con pene fino a 10 anni di prigione. Proposta la decriminalizzazione |
| Stati Uniti                      | America    | Legale                             | 26 giugno 2003                                                                                    | Dagli anni '60 al 2003 è stata abrogata in diversi Stati. Nel 2003, i paesi che ancora criminalizzavano l'omosessualità erano: Alabama, Carolina del Nord, Carolina del Sud, Florida, Idaho, Kansas, Louisiana, Michigan, Mississippi, Missouri, Oklahoma, Texas, Utah, Virginia, mentre l''Illinois fu il primo stato americano ad abolire la legge contro la sodomia (1962). |
| Sudafrica                        | Africa     | Legale                             | 9 ottobre 1998                                                                                    | |
| Sudan                            | Africa     | Illegale                           |                                                                                                   | Pena massima: ergastolo dopo la terza volta che viene commesso il reato. Il 15 luglio 2020 è stata abolita la pena di morte. |
| Sudan del Sud                    | Africa     | Illegale                           |                                                                                                   | illegale con pena massima di 10 anni di reclusione |
| Suriname                         | America    | Legale                             | 1858                                                                                              | |
| Svezia                           | Europa     | Legale                             | 1 luglio 1944                                                                                     | Primo paese al mondo a consentire ai transessuali di cambiare sesso legalmente (1972) |
| Svizzera                         | Europa     | Legale                             | 1942                                                                                              | Con l'entrata in vigore del nuovo codice penale del 1 gennaio 1942, l'omosessualità non venne più citata tra i reati perseguibili penalmente. |
| Swaziland                        | Africa     | Illegale                           |                                                                                                   | Omosessualità maschile vietata. Il 25 giugno 2018 viene celebrato il primo pride. |
| Tagikistan                       | Asia       | Legale                             | 1 settembre 1998                                                                                  | |
| Taiwan                           | Asia       | Legale                             | mai stata illegale                                                                                | |
| Tanzania                         | Africa     | Illegale                           |                                                                                                   | illegale con pene fino a 25 anni di carcere |
| Thailandia                       | Asia       | Legale                             | 1956                                                                                              | |
| Timor Est                        | Oceania    | Legale                             | 1975                                                                                              | |
| Togo                             | Africa     | Illegale                           |                                                                                                   | illegale con pene fino a 3 anni di carcere |
| Tonga                            | Oceania    | Illegale                           |                                                                                                   | omosessualità maschile illegale |
| Trinidad e Tobago                | America    | Legale                             | 12 aprile 2018                                                                                    | era punibile fino a 25 anni di carcere |
| Tunisia                          | Africa     | Illegale                           |                                                                                                   | illegale dal 1913, con pene fino a 3 anni. Le associazioni LGBT premono il governo affinché questo reato venga ufficialmente cancellato il prima possibile. Dal 2015 le associazioni LGBT sono riconosciute come legali all'interno del paese, nonostante vengano ostracizzate da alcuni esponenti politici. Possibile depenalizzazione del reato |
| Turchia                          | Asia       | Legale                             | 1858                                                                                              | primo paese musulmano ad aver celebrato un pride (2003) |
| Turkmenistan                     | Asia       | Illegale                           |                                                                                                   | omosessualità maschile illegale con pene fino a 2 anni |
| Tuvalu                           | Oceania    | Illegale                           |                                                                                                   | omosessualità maschile illegale |
| Ucraina                          | Europa     | Legale                             | 12 dicembre 1991                                                                                  | |
| Uganda                           | Africa     | Illegale                           |                                                                                                   | illegale fino all'ergastolo |
| Ungheria                         | Europa     | Legale                             | 31 dicembre 1978                                                                                  | Nel 1961 è stata depenalizzato il reato di omosessualità per i maggiori di 20 anni. Tuttavia alcune leggi contro l'omosessualità sono rimaste in vigore fino al 1978. |
| Uruguay                          | America    | Legale                             | 4 dicembre 1933                                                                                   | |
| Uzbekistan                       | Asia       | Illegale                           |                                                                                                   | illegale fino a 3 anni per gli uomini |
| Vanuatu                          | Oceania    | Legale                             | 2007                                                                                              | |
| Vaticano                         | Europa     | Legale                             | 1929                                                                                              | Sin dai Patti Lateranensi non vi è mai stata una criminalizzazione dell'omosessualità. Quando il Vaticano era annesso all'Italia era legale già da 39 anni, dal 1890. |
| Venezuela                        | America    | Legale                             | 5 giugno 1997                                                                                     | |
| Vietnam                          | Asia       | Legale                             | mai stata illegale                                                                                | |
| Yemen                            | Asia       | Illegale                           |                                                                                                   | illegale, massima pena di morte |
| Zambia                           | Africa     | Illegale                           |                                                                                                   | illegale, con pene fino a 14 anni di prigione |
| Zimbabwe                         | Africa     | Illegale                           |                                                                                                   | illegale con pene fino ad un anno di prigione |